# Ovindoli
Ovindoli ist eine italienische Gemeinde (comune) mit 1170 Einwohnern (Stand 31. Dezember 2023) in der Provinz L’Aquila in den Abruzzen. Die Gemeinde liegt etwa 25,5 Kilometer südsüdöstlich von L’Aquila am Regionalpark Sirente-Velino und gehört zur Comunità montana Sirentina.

## Gemeindepartnerschaften
Ovindoli unterhält eine Partnerschaft mit der maltesischen Gemeinde Tarxien im Distrikt Malta Xlokk.